# Prior tempore, potior iure
Prior tempore, potior iure [pri'or te'mpore po'cior ju:'re] (лат.: ранији у времену, јачи у праву) је  правило настало у римском заложном праву, по којем повјерилац који је прије стекао заложно право на одређеној ствари има право да се намири прије повјерилаца који су на тој ствари послије стекли заложно право. 

## Јустинијанов законик
Овај институт је кодификовао византијски цар Јустинијан  (владао 527-625). Поријекло ове локуције налази се у Јустинијановом законику у члановима 8, 17, 3 . Овај Законик сматра се најрезонантнијим аспектом царевог насљеђа и сматра се да су овиме постављени темељи грађанског права у многим модерним државама.